# Wassenaar
Wassenaar és un municipi de la província d'Holanda del Sud, al sud dels Països Baixos. L'1 de gener del 2009 tenia 25.875 habitants repartits sobre una superfície de 62,50 km² (dels quals 11,36 km² corresponen a aigua).

## Ajuntament (2006)
El consistori està compost de 21 regidors:
- VVD 6 regidors
- Wat Wassenaar Wil 6 regidors
- CDA 5 regidors
- PvdA 2 regidors
- GroenLinks 1 regidor
- D66 1 regidor